# UN Women
Instituce OSN pro gendrovou rovnost a posílení postavení žen (UN Entity for Gender Equality and the Empowerment of Women), známá také jako UN Women, je subjektem OSN, jehož úkolem je usilovat o rovnost žen a mužů a posílení postavení žen. Úkolem UN Women je obhajovat práva žen a dívek a zaměřovat se na řadu otázek, včetně násilí na ženách nebo členech LGBT komunity.
Organizace UN Women vznikla sloučením Rozvojového fondu OSN pro ženy (UNIFEM) a dalších subjektů a zahájila činnost v roce 2011. Organizaci vede výkonný ředitel, kterého jmenuje generální tajemník OSN. První výkonnou ředitelkou byla bývalá chilská prezidentka Michelle Bachelet a v roce 2024 je výkonnou ředitelkou Jordánka Sima Sami Bahous. UN Women působí v mnoha zemích po celém světě a pracuje na realizaci programů, které se zaměřují na specifické potřeby a výzvy, jimž čelí ženy a dívky v různých regionech.

## Historie
OSN se léta potýkala s vážnými problémy v úsilí o prosazování rovnosti žen a mužů na celém světě, včetně nedostatečného financování. V průběhu let dosáhla významného pokroku v prosazování gendrové rovnosti, mimo jiné prostřednictvím přelomových dohod, jako je Pekingská deklarace a akční platforma a Úmluva o odstranění všech forem diskriminace žen (CEDAW).
Na základě rozhodnutí Valného shromáždění OSN vznikl v červenci 2010 v rámci reformy OSN specializovaný orgán pro genderovou rovnost a posílení postavení žen, organizace UN Women. Členské státy OSN tak učinily historický krok k urychlení plnění cílů organizace v oblasti rovnosti žen a mužů a posílení postavení žen. Organizace vznikla sloučením následujících dříve samostatných částí OSN, které se zabývaly genderovou rovností a posílením postavení žen:
- Mezinárodní výzkumný a vzdělávací ústav pro podporu žen (International Research and Training Institute for the Advancement of Women, INSTRAW)
- Úřad zvláštního poradce pro genderové otázky (Office of the Special Adviser on Gender Issues, OSAGI)
- Oddělení pro podporu žen (Division for the Advancement of Women, DAW)
- Rozvojový fond OSN pro ženy (UNIFEM)

První výkonnou ředitelkou UN Women byla jmenována bývalá chilská prezidentka Michelle Bachelet. V roce 2024 vykonává tuto funkci Jordánka Sima Sami Bahous.

## Programové cíle
Hlavními úkoly UN Women, která usiluje o posílení postavení a práv žen a dívek na celém světě, jsou:
- podporovat mezivládní orgány, jako je Komise pro postavení žen, při formulování politik, globálních standardů a norem
- poskytovat podporu členským státům, které žádají o podporu při provádění těchto norem, formou technických odborných znalostí a finančních zdrojů a navazovat účinná partnerství s občanskou společností
- vést a koordinovat činnost OSN v oblasti genderové rovnosti s cílem zvýšit soudržnost a také podpořit odpovědnost, mimo jiné prostřednictvím pravidelného monitorování dosažených výsledků v rámci celého systému

UN Women se zaměřuje na pět strategických priorit:
- posílení globálních norem a standardů
- zvýšení vedoucího postavení žen a jejich účasti na politickém životě
- posílení ekonomického postavení žen
- ukončení násilí páchaného na ženách
- zapojení žen do všech aspektů mírových a bezpečnostních procesů a humanitárních akcí

## Financování
UN Women je závislá na podporu své činnosti na dobrovolných finančních příspěvcích. Od svého založení je organizace financována především vládními partnery, kteří vnímají genderovou rovnost a posílení postavení žen jako svou prioritu. V roce 2021 byli největšími přispěvateli Švédsko, Evropská komise, Norsko, Finsko a Multi-Partner Trust Fund Office. Příspěvky od těchto dárců tvořily 84 % z celkových příspěvků v tomto roce, které činily 454 milionů amerických dolarů.

## Činnost
UN Women celosvětově podporuje členské státy OSN při stanovování globálních standardů pro dosažení genderové rovnosti a spolupracuje s vládami a občanskou společností na tvorbě zákonů, politik, programů a služeb potřebných k zajištění účinného uplatňování těchto standardů ve prospěch žen a dívek na celém světě. V celosvětovém měřítku pracuje na tom, aby se vize Cílů udržitelného rozvoje stala pro ženy a dívky skutečností, a stojí za rovnoprávným zapojením žen do všech oblastí života

### Grantové fondy
UN Women poskytuje granty na podporu inovativních programů s vysokým přínosem, které realizují vládní agentury a skupiny občanské společnosti prostřednictvím dvou fondů, Fondu pro rovnost žen a mužů a Svěřeneckého fondu OSN pro ukončení násilí na ženách. Fond pro rovnost žen a mužů je iniciativou mnoha dárců a je určen na programy, které zvyšují ekonomické příležitosti žen nebo jejich politickou účast na místní a národní úrovni. Svěřenecký fond OSN pro ukončení násilí na ženách se snaží zastavit všechny formy násilí na základě pohlaví, které poškozují práva žen na celém světě.

### Koordinace v rámci OSN
UN Women vede a koordinuje celkové úsilí OSN na podporu uplatnění práv a příležitostí žen. Poskytuje odborné znalosti v oblasti integrace genderové rovnosti do programů ostatních organizací OSN a prostřednictvím pravidelného monitorování tak pomáhá OSN dodržovat své vnitřními závazky vůči ženám. V roli předsedkyně Meziagenturní sítě OSN pro ženy a rovnost pohlaví pomáhá UN Women organizovat úsilí 25 organizací OSN o prosazování rovnosti pohlaví v celém systému OSN.

### Partnerství s Evropskou unií
Od podpisu memoranda o porozumění v roce 2012 navázaly UN Women a Evropská unie (EU) pevné a dlouhodobé partnerství na podporu rovnosti žen a mužů a posílení postavení žen na globální, regionální a národní úrovni. Společně pracují ve více než 90 zemích světa na prosazování transformačních změn. Partnerství Evropské unie a UN Women se zaměřuje kromě výše uvedených strategických priorit také na změnu klimatu, digitalizaci, inovace a nové technologie.

#### Kancelář UN Women v Bruselu
Kancelář UN Women v Bruselu se podílí na politickém dialogu a komunikaci, tvorbě společných programů a společné činnosti na úrovni Evropské unie:
- zapojuje se do politického dialogu se zúčastněnými stranami Evropské unie (orgány EU, členské státy EU, organizace občanské společnosti a další aktéři z EU) s cílem společně prosazovat agendu rovnosti žen a mužů a posílení postavení žen v celosvětovém měřítku
- zapojuje se do společných kampaní a propagačních činností s cílem dále prosazovat agendu genderové rovnosti a posílení postavení žen
- spolupracuje s institucemi EU na dalším rozvoji společných programů EU a UN Women na globální, regionální a národní úrovni

## Kritika
Organizace čelila kritice Izraele za svou reakci na útok Hamásu na Izrael v roce 2023, byla obviněna z nedostatečné reakce na válečné zločiny Hamásu spáchané na ženách a kritizována za opožděné zveřejnění prohlášení odsuzující sexuální násilí.